# Berger Straße

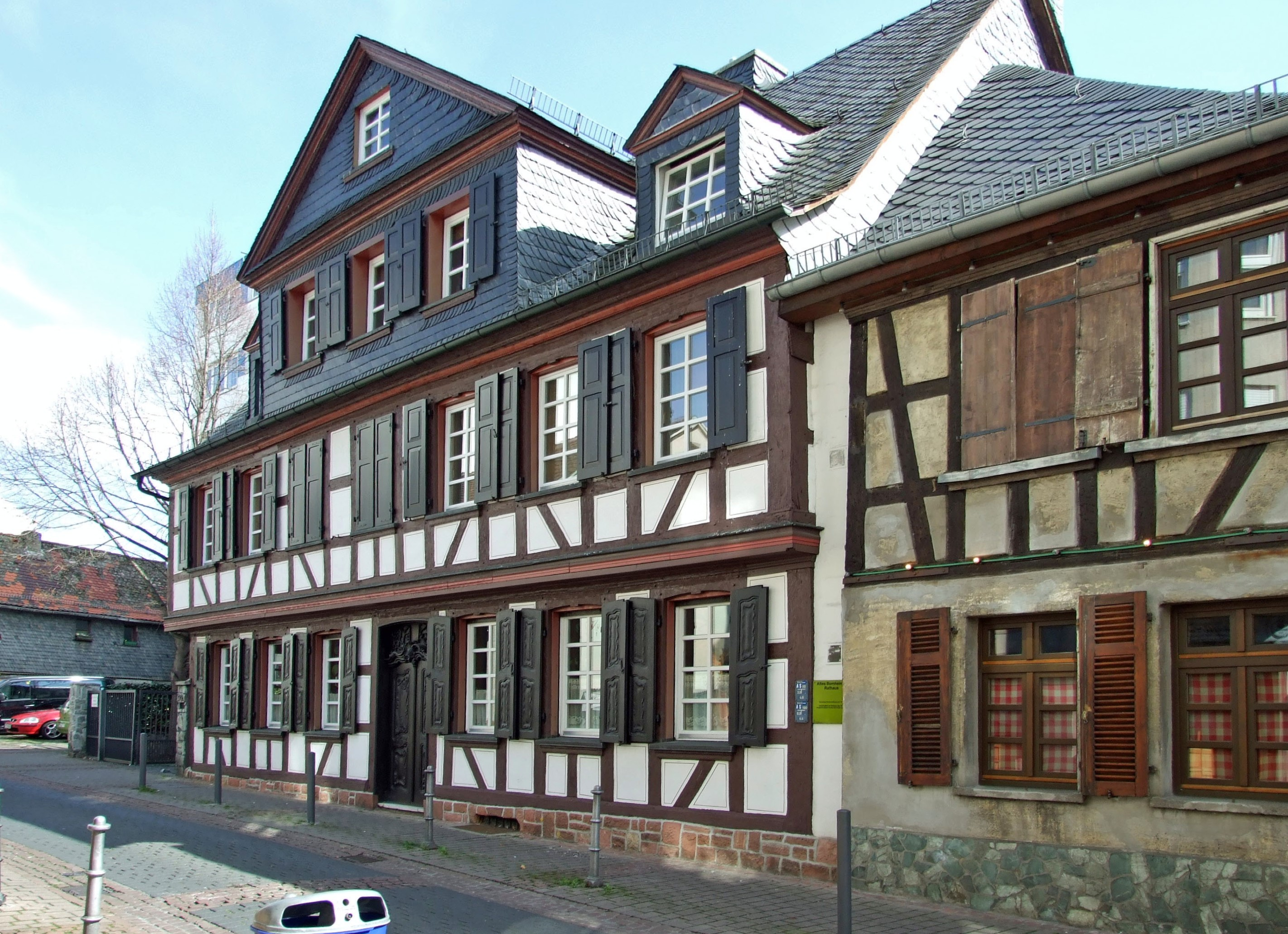
La Berger Strasse au niveau du Bornheimer Rathaus.

La Berger Straße est une avenue de la ville de Francfort-sur-le-Main, en Allemagne. 

## Situation et accès
Longue de 2,9 kilomètres, c'est la plus longue rue commerçante de la ville. Elle traverse une partie de la ville et relie le centre-ville au quartier de Seckbach.

## Origine du nom
Le nom « Berger Straße » est dérivé du village de Bergen (de), qui forme la partie nord du quartier de Bergen-Enkheim à Francfort depuis son incorporation en 1977.

## Historique
La « Berger Straße » porte son nom actuel depuis 1862.
Elle est située à l'endroit où se trouvait la Heide de Bornheimer (de) jusqu'à la fin du XIXe siècle, d'où la première montgolfière allemande s'est envolée en 1785.